# Barrio María Elvira
Barrio María Elvira es una localidad argentina ubicada en el municipio de Cipolletti, Departamento General Roca, Provincia de Río Negro. Se encuentra sobre la costa del río Negro, frente a la isla Jordán, 3 km al sur de la Ruta Nacional 22 y 7 km al sur del centro de Cipolletti.
Por estar sobre la costa se ve afectado ante el aumento del caudal del río Negro, incluso aunque las defensas lo proteja, el agua se filtra y hace subir el nivel de las napas produciendo lagunas en las viviendas. Sus habitantes se dedican mayoritariamente a tareas rurales o trabajos informales en la ciudad, y algunas mujeres recolectan espárragos silvestres. Cuenta con una escuela, un puesto de salud, pero carece de agua potable, extrayéndose el agua de perforaciones domiciliarias.

## Población
Contó con 162 habitantes (Indec, 2010), lo que representó un incremento del 32 % frente a los 122 habitantes (Indec, 2001) del censo anterior.

El censo 2022 registró una población de 902 habitantes que se repartieron entre 449 hombres y 453 mujeres. Sin embargo, las cifras obtenidas fueron estimativas solo teniendo en cuenta a la población en viviendas particulares; es decir, excluyendo del dato a la población institucional y las personas sin hogar. Gracias a este censo también fue posible conocer su densidad y tamaño urbano.
| Evolución demográfica |
|                       |
| INDEC                 |